# Brad Cox
Pour les articles homonymes, voir Cox.
Brad Cox, né le 2 mai 1944 et mort le 2 janvier 2021, est un informaticien titulaire d'une thèse de biomathématique connu pour son travail dans le domaine du génie logiciel, surtout concernant la réutilisation de code informatique, et la création du langage informatique Objective-C.
Il est titulaire d'un baccalauréat scientifique (chimie organique et mathématiques) à l'université de Furman et d'une thèse du département de biologie mathématique de l'université de Chicago.

## Livres
- (en) Object Oriented Programming : An Evolutionary Approach, Reading, Addison Wesley, 1991, 2e éd., 270 p. (ISBN 978-0-201-54834-1, LCCN 90024501)
- (en) Superdistribution : Objects as Property on the Electronic Frontier, Reading, Addison Wesley, 1996, 205 p. (ISBN 978-0-201-50208-4, LCCN 95051747)